# Dimension 404
Dimension 404 ist eine US-amerikanische Science-Fiction- und Horror-Anthologie-Fernsehserie, die 2017 ausgestrahlt wurde. Der Titel spielt auf die Fehlermeldung 404 an, die auftrift, wenn ein Link nicht gefunden wird und soll damit symbolisieren, dass irgendwas in der Dimension nicht zu stimmen scheint. Außerdem wurde der Titel von Dimension X, einer Radio-Reihe von NBC aus den 1950er Jahren inspiriert. Jede Episode erzählt eine eigene, abgeschlossene Geschichte und hat eine durchschnittliche Dauer von 40 Minuten. Die Serie handelt – wie Twilight Zone und The Outer Limits – von mysteriösen Fällen und Geschichten. Themen wie Moderne Technologien, Digitalisierung, Virtuelle Realität und das Internet stehen im Mittelpunkt und werden gesellschaftskritisch beleuchtet.

## Produktion und Veröffentlichung
Die Serie wurde von RocketJump und Lionsgate Television produziert. Erste Dreharbeiten begannen im Juni 2016. Insgesamt wurden 6 Folgen produziert.
Erstmals wurde die Serie am 4. April 2017 auf dem Video-on-Demand-Dienst Hulu ausgestrahlt. Die deutsche Erstausstrahlung im Fernsehen fand am 16. Februar 2018 auf dem Pay-TV-Sender ProSieben Fun statt. Zudem ist die Serie auf dem Video-on-Demand-Dienst Amazon Video verfügbar.

## Episodenliste
| Folge | deutscher Titel | deutsche Erstausstrahlung | Originaltitel | Originalausstrahlung |
| 1     | Matchmaker      | 16.02.2018                | Matchmaker    | 04.04.2017           |
| 2     | Cinethrax       | 16.02.2018                | Cinethrax     | 04.04.2017           |
| 3     | Chronos         | 23.02.2018                | Chronos       | 04.04.2017           |
| 4     | Polybius        | 23.02.2018                | Polybius      | 11.04.2017           |
| 5     | Bob             | 02.03.2018                | Bob           | 18.04.2017           |
| 6     | Impulse         | 02.03.2018                | Impulse       | 25.04.2017           |

## Rezeption
Die Serie wird für die unterhaltsame und emotional-bindende Kritik an der technologischen Gesellschaft gelobt und mit Serien wie Black Mirror verglichen. Allerdings wird sie auch aufgrund von einigen Mängeln bei der Umsetzung als B-Movie zu Black Mirror bezeichnet. Auf Rotten Tomatoes erhielt die Serie eine Wertung von 71 %.